# Charpont
Charpont est une commune française située dans le département d'Eure-et-Loir en région Centre-Val de Loire. Traversée par l'Eure, elle se situe à 8 km de Dreux et 32 km de Chartres.

## Géographie

### Situation

Situation géographique
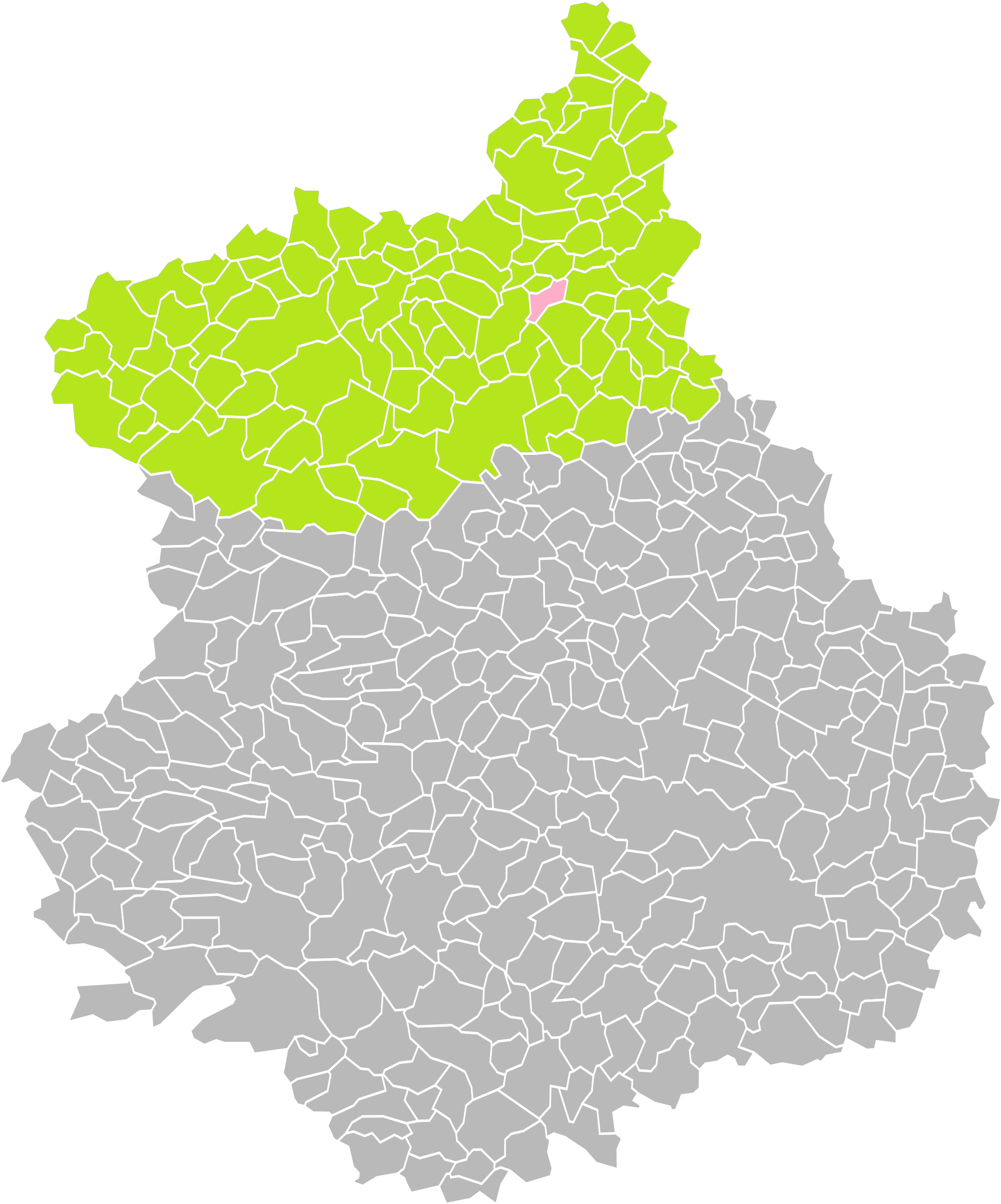
Charpont dans son arrondissement.
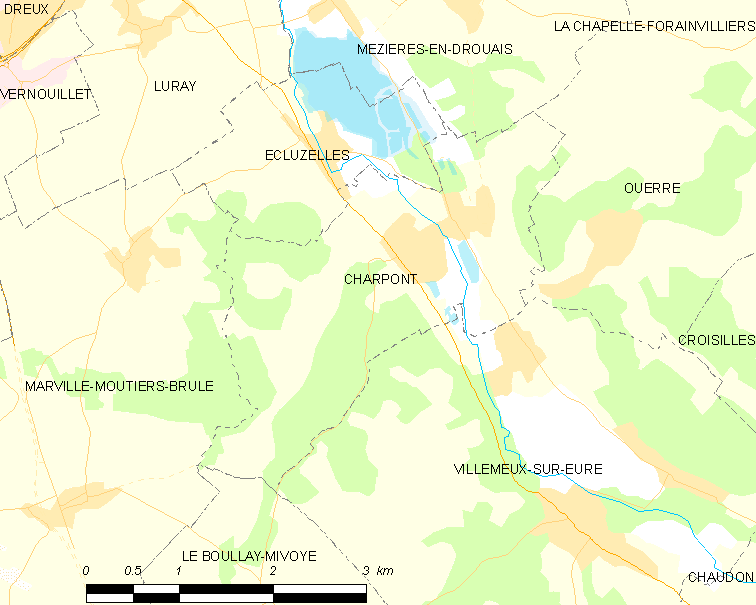
Carte de la commune de Charpont.

### Communes limitrophes
| Écluzelles              | Écluzelles        | Mézières-en-Drouais |
| Marville-Moutiers-Brûlé | Charpont          | Ouerre              |
| Marville-Moutiers-Brûlé | Le Boullay-Mivoye | Villemeux-sur-Eure  |

### Hydrographie
Charpont est traversée du sud-est au par nord-ouest la rivière l'Eure, affluent en rive gauche du fleuve la Seine.
La commune bénéficie depuis 1984 d'une station hydrologique sur l'Eure. Le débit moyen annuel ou module de l'Eure, observé à Charpont durant une période de 34 ans (de 1984 à 2018), est de 6,5 m3/s, soit 6 500 litres par seconde. La hauteur maximale instantanée, relevée à Charpont le 30 décembre 1999, est de 2,40 m.

### Climat
Pour des articles plus généraux, voir Climat du Centre-Val de Loire et Climat d'Eure-et-Loir.
En 2010, le climat de la commune est de type climat océanique dégradé des plaines du Centre et du Nord, selon une étude du CNRS s'appuyant sur une série de données couvrant la période 1971-2000. En 2020, Météo-France publie une typologie des climats de la France métropolitaine dans laquelle la commune est dans une zone de transition entre le climat océanique et le climat océanique altéré et est dans la région climatique  Sud-ouest du bassin Parisien, caractérisée par une faible pluviométrie, notamment au printemps (120 à 150 mm) et un hiver froid (3,5 °C). 
Pour la période 1971-2000, la température annuelle moyenne est de 10,7 °C, avec une amplitude thermique annuelle de 14,4 °C. Le cumul annuel moyen de précipitations est de 612 mm, avec 10,6 jours de précipitations en janvier et 7,9 jours en juillet. Pour la période 1991-2020, la température moyenne annuelle observée sur la station météorologique de Météo-France la plus proche, « Marville_sapc », sur la commune de Marville-Moutiers-Brûlé à 5 km à vol d'oiseau, est de 11,1 °C et le cumul annuel moyen de précipitations est de 571,8 mm,. Pour l'avenir, les paramètres climatiques de la commune estimés pour 2050 selon différents scénarios d'émission de gaz à effet de serre sont consultables sur un site dédié publié par Météo-France en novembre 2022.

## Urbanisme

### Typologie
Au 1er janvier 2024, Charpont est catégorisée commune rurale à habitat dispersé, selon la nouvelle grille communale de densité à 7 niveaux définie par l'Insee en 2022.
Elle est située hors unité urbaine. Par ailleurs la commune fait partie de l'aire d'attraction de Paris, dont elle est une commune de la couronne,. 

### Occupation des sols
L'occupation des sols de la commune, telle qu'elle ressort de la base de données européenne d’occupation biophysique des sols Corine Land Cover (CLC), est marquée par l'importance des territoires agricoles (53,4 % en 2018), une proportion sensiblement équivalente à celle de 1990 (53,8 %). La répartition détaillée en 2018 est la suivante : 
terres arables (45 %), forêts (37,8 %), zones urbanisées (8,9 %), prairies (8,3 %). L'évolution de l’occupation des sols de la commune et de ses infrastructures peut être observée sur les différentes représentations cartographiques du territoire : la carte de Cassini (XVIIIe siècle), la carte d'état-major (1820-1866) et les cartes ou photos aériennes de l'IGN pour la période actuelle (1950 à aujourd'hui).

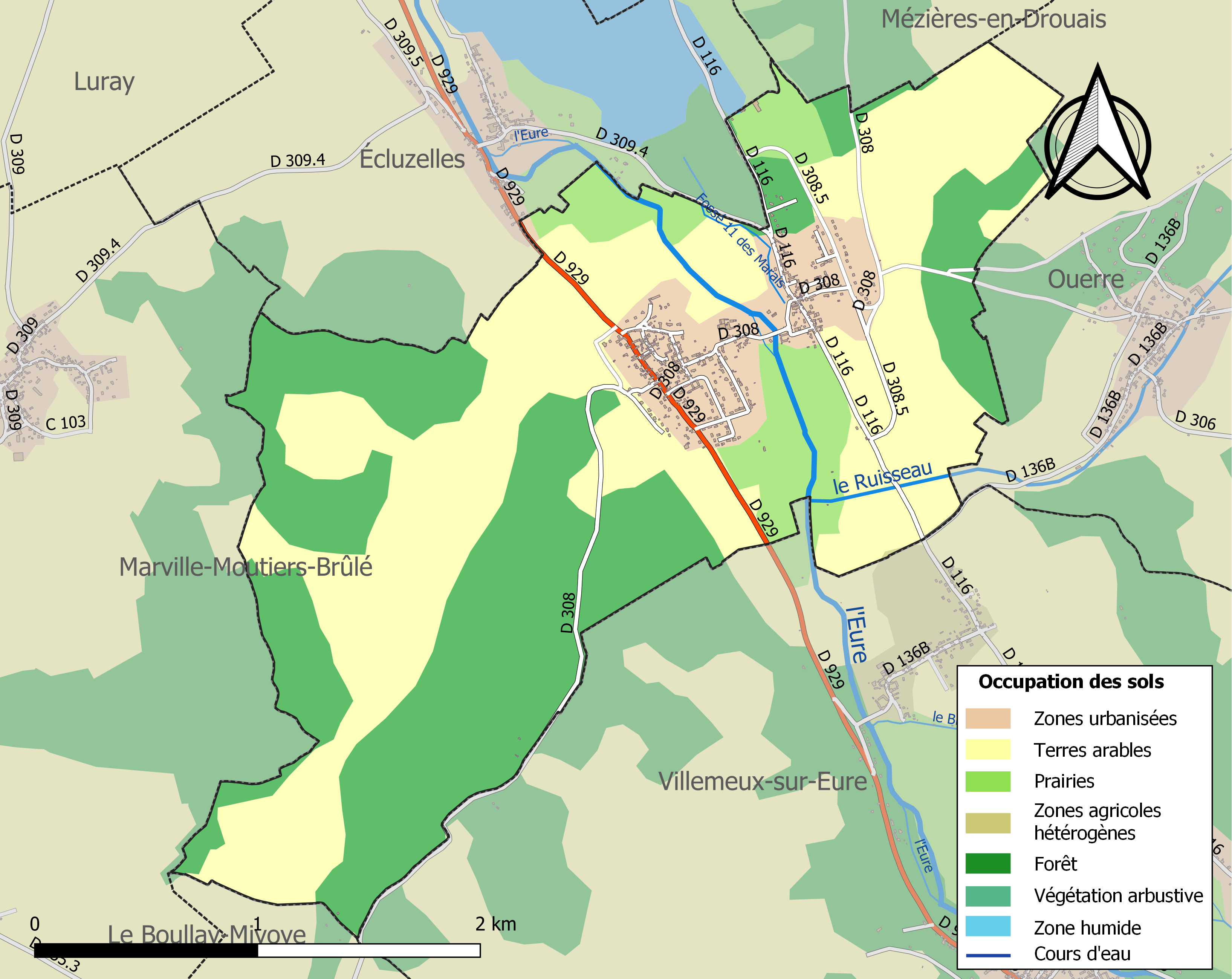
Carte des infrastructures et de l'occupation des sols de la commune en 2018 (CLC).

### Risques majeurs
Le territoire de la commune de Charpont est vulnérable à différents aléas naturels : météorologiques (tempête, orage, neige, grand froid, canicule ou sécheresse), inondations, mouvements de terrains et séisme (sismicité très faible). Il est également exposé à un risque technologique, le transport de matières dangereuses. Un site publié par le BRGM permet d'évaluer simplement et rapidement les risques d'un bien localisé soit par son adresse soit par le numéro de sa parcelle.

#### Risques naturels
Certaines parties du territoire communal sont susceptibles d’être affectées par le risque d’inondation par débordement de cours d'eau, notamment le Ruisseau et l'Eure. La commune a été reconnue en état de catastrophe naturelle au titre des dommages causés par les inondations et coulées de boue survenues en 1995 et 1999,.

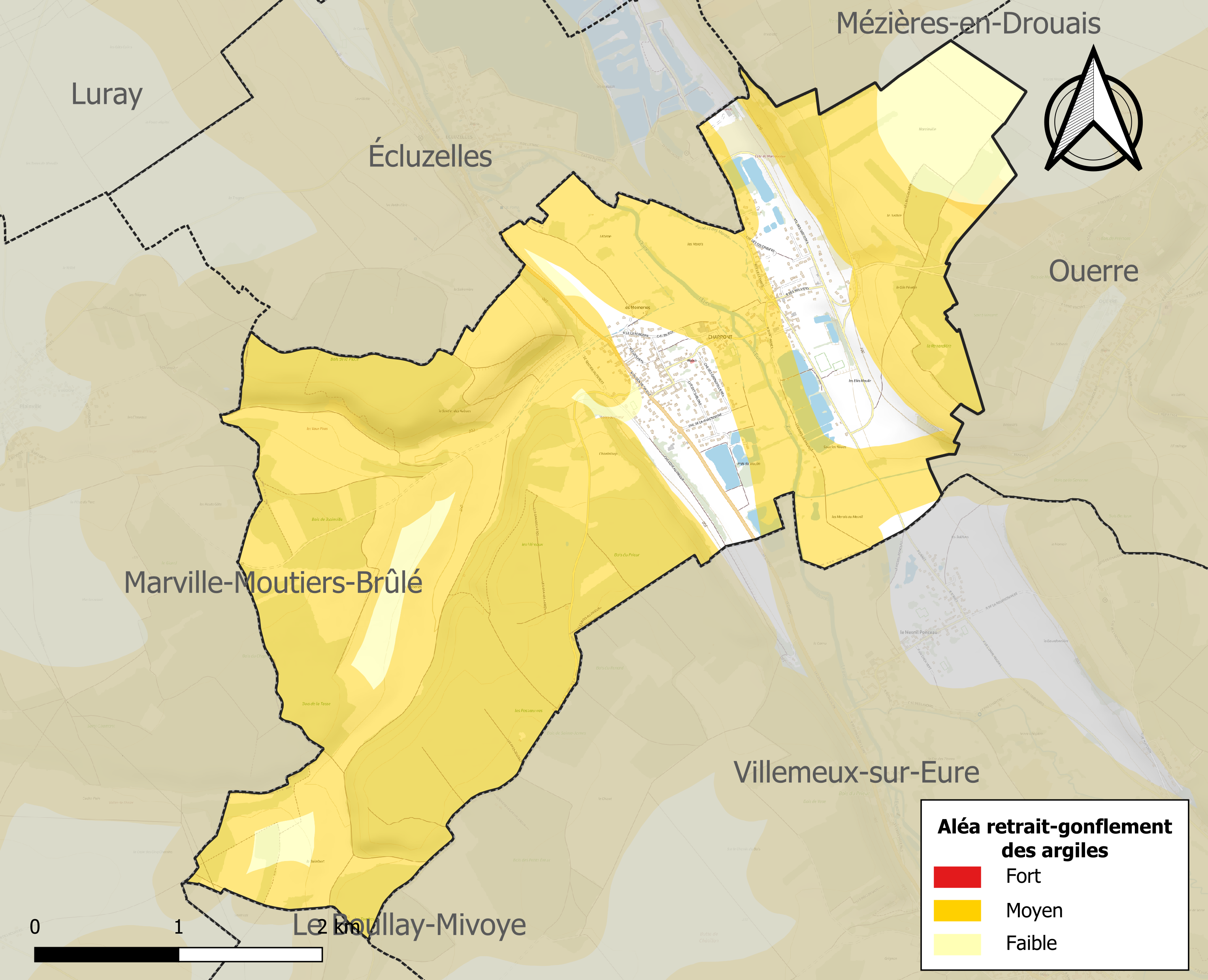
Carte des zones d'aléa retrait-gonflement des sols argileux de Charpont.

Les mouvements de terrains susceptibles de se produire sur la commune sont des affaissements et effondrements liés aux cavités souterraines. L'inventaire national des cavités souterraines permet de localiser celles situées sur la commune.
Le retrait-gonflement des sols argileux est susceptible d'engendrer des dommages importants aux bâtiments en cas d’alternance de périodes de sécheresse et de pluie. 79,4 % de la superficie communale est en aléa moyen ou fort (52,8 % au niveau départemental et 48,5 % au niveau national). Sur les 277 bâtiments dénombrés sur la commune en 2019, 77 sont en aléa moyen ou fort, soit 28 %, à comparer aux 70 % au niveau départemental et 54 % au niveau national. Une cartographie de l'exposition du territoire national au retrait gonflement des sols argileux est disponible sur le site du BRGM,.
Concernant les mouvements de terrains, la commune a été reconnue en état de catastrophe naturelle au titre des dommages causés par des mouvements de terrain en 1999.

#### Risques technologiques
Le risque de transport de matières dangereuses sur la commune est lié à sa traversée par des infrastructures routières ou ferroviaires importantes ou la présence d'une canalisation de transport d'hydrocarbures. Un accident se produisant sur de telles infrastructures est en effet susceptible d’avoir des effets graves au bâti ou aux personnes jusqu’à 350 m, selon la nature du matériau transporté. Des dispositions d’urbanisme peuvent être préconisées en conséquence.

## Toponymie
Le nom de la localité est attesté sous les formes Caruspons en 1231, de Seherponte vers 1270.

## Histoire

### Époque contemporaine
De 1887 à 1940, cette commune bénéficiait d'une gare permettant aux voyageurs d'emprunter la ligne d'Auneau-Ville à Dreux via Gallardon et Maintenon.

## Politique et administration

### Liste des maires
| Période        | Période    | Identité               | Étiquette | Qualité                                            |
| -------------- | ---------- | ---------------------- | --------- | -------------------------------------------------- |
| 1945           | 1995       | Gilbert Villechevrolle |           |                                                    |
| 1995           | 2014       | Jean-Paul Boutin       |           |                                                    |
| 2014           | 30/09/2016 | Michel Laidoun         | SE        | Retraité                                           |
| septembre 2016 | En cours   | Dominique de Vos,      |           | Professeure des écoles ou instituteur ou assimilée |

## Population et société

### Démographie
L'évolution du nombre d'habitants est connue à travers les recensements de la population effectués dans la commune depuis 1793. Pour les communes de moins de 10 000 habitants, une enquête de recensement portant sur toute la population est réalisée tous les cinq ans, les populations de référence des années intermédiaires étant quant à elles estimées par interpolation ou extrapolation. Pour la commune, le premier recensement exhaustif entrant dans le cadre du nouveau dispositif a été réalisé en 2008.

En 2022, la commune comptait 638 habitants, en évolution de +8,87 % par rapport à 2016 (Eure-et-Loir : −0,23 %, France hors Mayotte : +2,11 %).
| 1793 | 1800 | 1806 | 1821 | 1831 | 1836 | 1841 | 1846 | 1851 |
| ---- | ---- | ---- | ---- | ---- | ---- | ---- | ---- | ---- |
| 304  | 349  | 411  | 364  | 369  | 393  | 393  | 387  | 366  |

| 1856 | 1861 | 1866 | 1872 | 1876 | 1881 | 1886 | 1891 | 1896 |
| ---- | ---- | ---- | ---- | ---- | ---- | ---- | ---- | ---- |
| 335  | 307  | 323  | 282  | 264  | 250  | 265  | 246  | 250  |

| 1901 | 1906 | 1911 | 1921 | 1926 | 1931 | 1936 | 1946 | 1954 |
| ---- | ---- | ---- | ---- | ---- | ---- | ---- | ---- | ---- |
| 225  | 228  | 233  | 206  | 201  | 189  | 176  | 205  | 219  |

| 1962 | 1968 | 1975 | 1982 | 1990 | 1999 | 2006 | 2008 | 2013 |
| ---- | ---- | ---- | ---- | ---- | ---- | ---- | ---- | ---- |
| 206  | 221  | 250  | 323  | 454  | 491  | 536  | 549  | 539  |

| 2018 | 2022 | - | - | - | - | - | - | - |
| ---- | ---- | - | - | - | - | - | - | - |
| 631  | 638  | - | - | - | - | - | - | - |

## Culture locale et patrimoine

### Lieux et monuments

#### Petit musée de peinture
Le village ayant été fréquenté par de nombreux artistes, ceux-ci ont légué une partie de leurs œuvres (peintures, gravures, dessins, etc.) au musée qui fut construit par Georges et Marguerite Moguilewsky, architectes DPLG, en partie grâce aux fonds du conseil général d'Eure-et-Loir. Inauguré en 1974, il est rénové avec l'aide du musée d'Art et d'Histoire de Dreux en 2017.
Sont notamment présentées des œuvres de Cauconnier, Bersier, Bonnet, Kruysen, Lecaron, Polat, Moguilewsky.

#### Église Saint-Hilaire
L'église Saint-Hilaire abrite plusieurs mobiliers inscrits ou classés monuments historiques au titre d'objet :
- retable du maître-autel ;
- 2 ensembles de stalles ;
- une statue du Christ ;
- une cloche de 1697.

#### Les étangs
Au bord de l'Eure, plusieurs étangs inclinent à la promenade et à la pêche.

Lieux et monuments
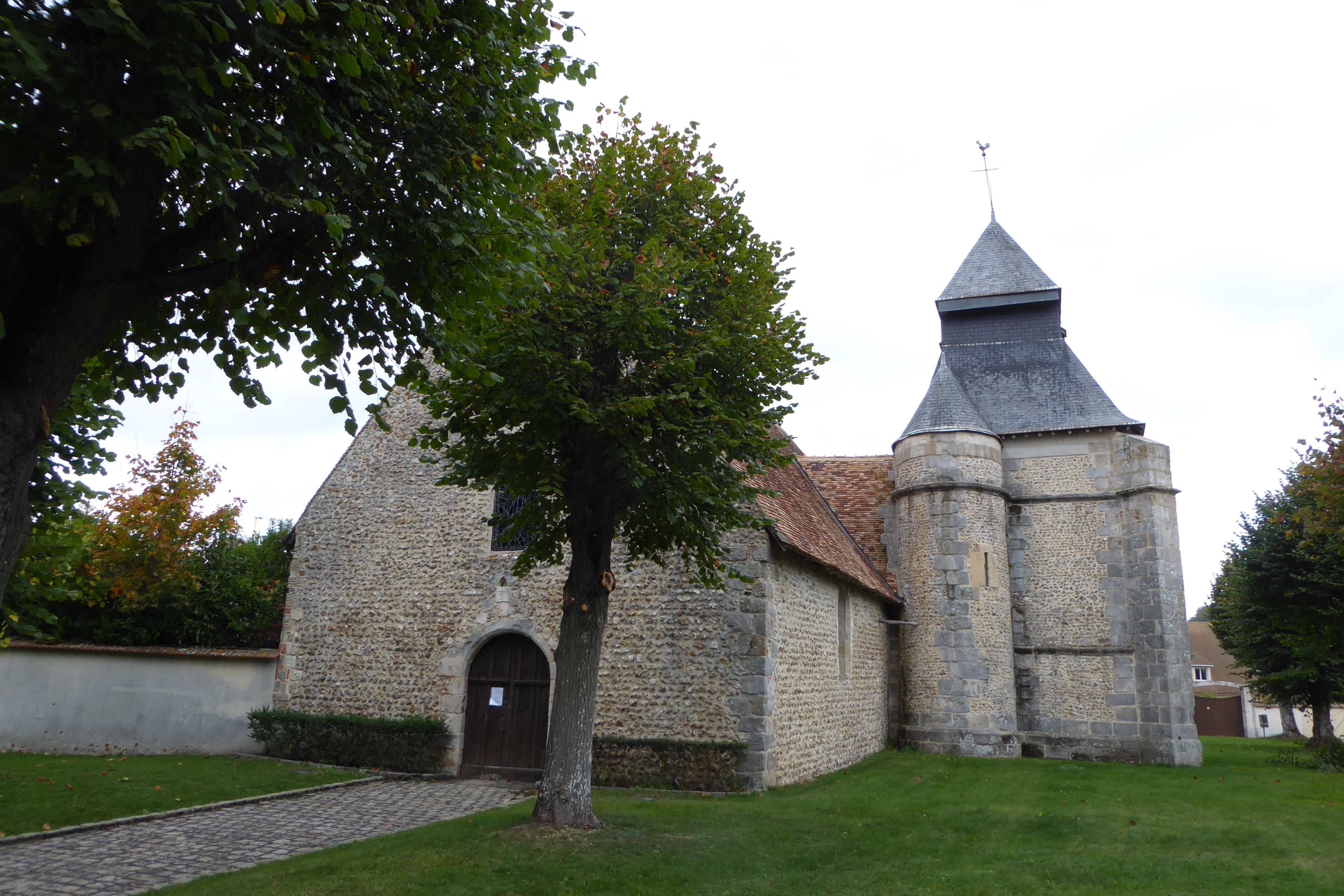
Église Saint-Hilaire, façades sud et ouest.
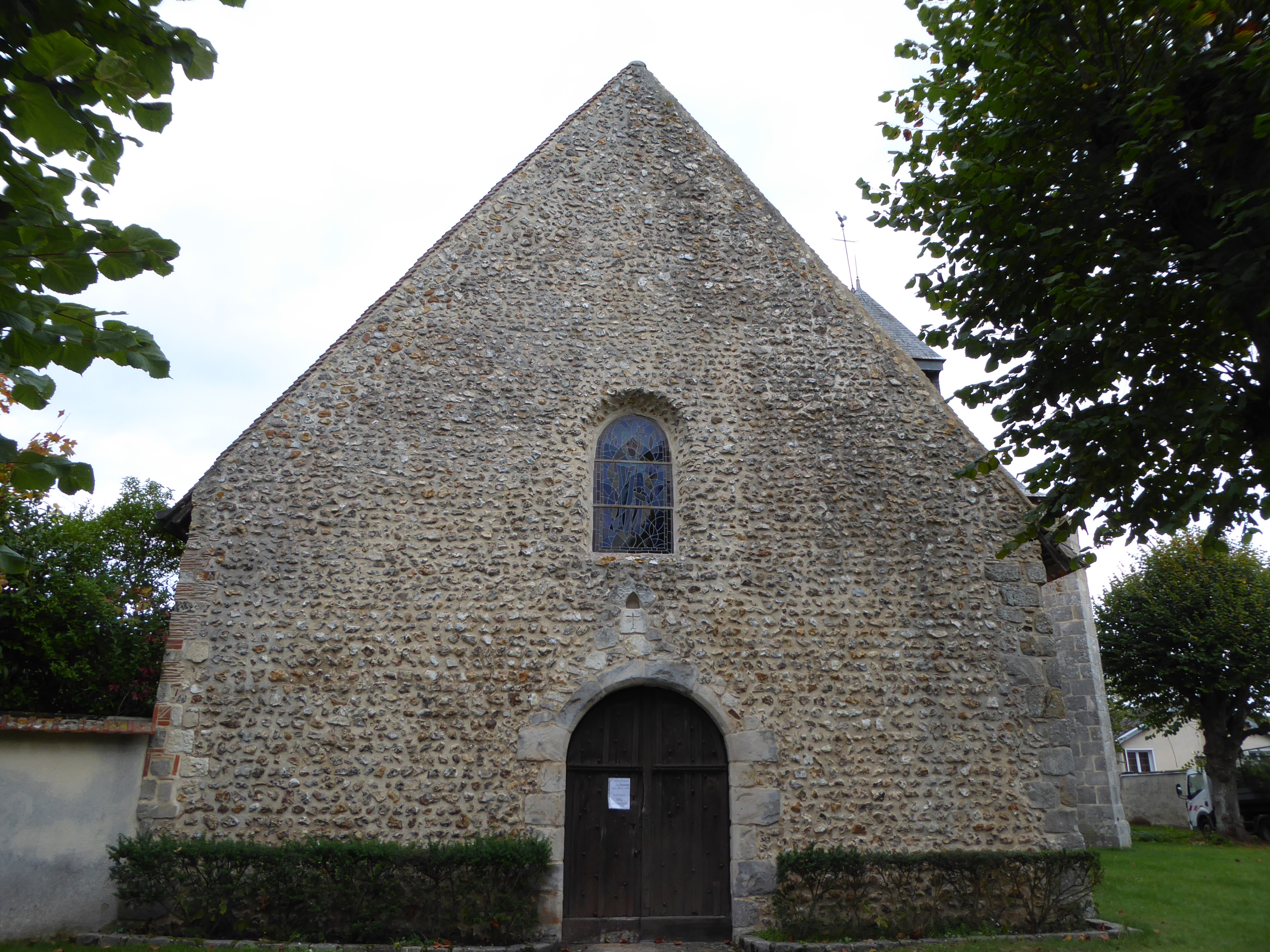
Façade ouest.
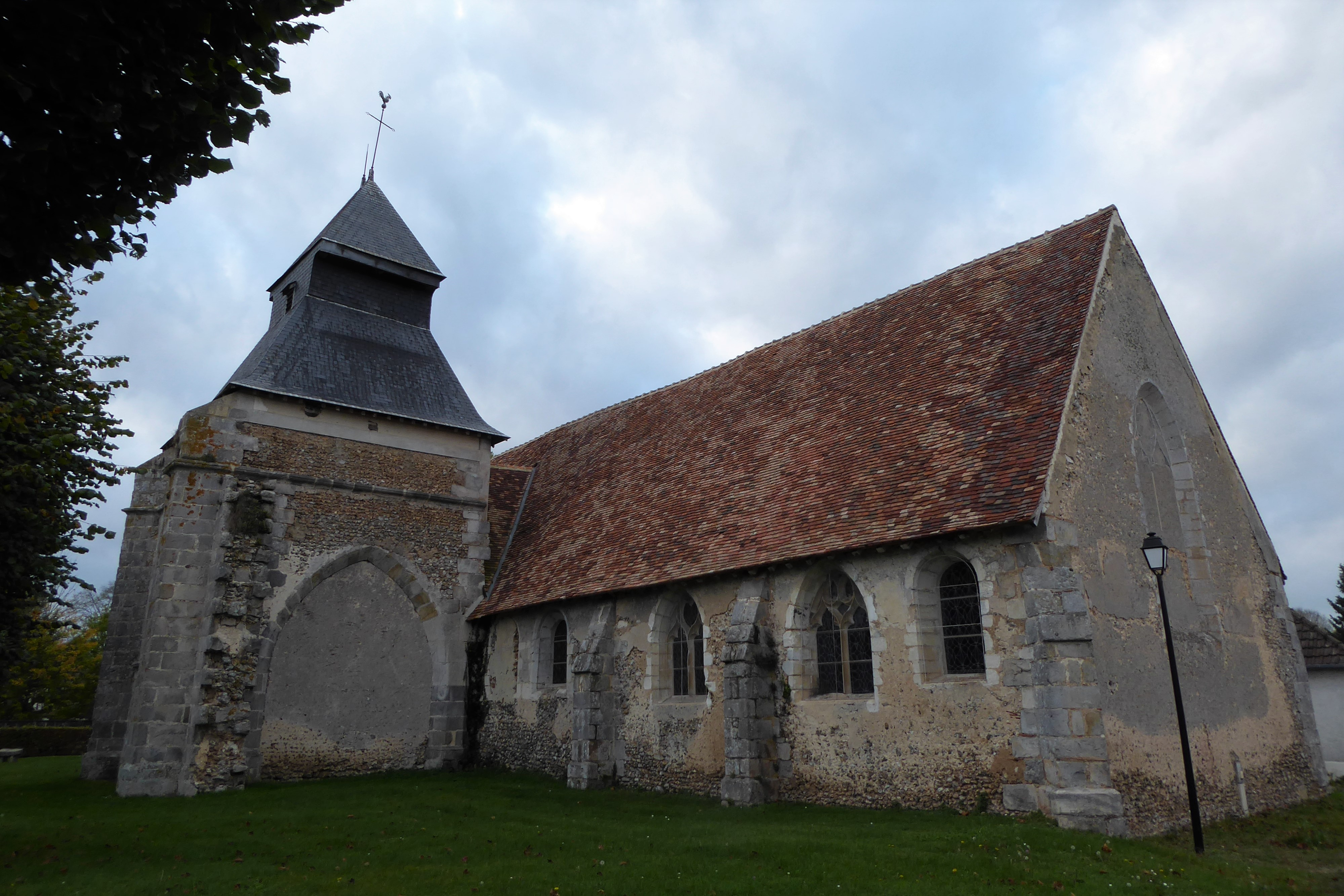
Façades sud et est.
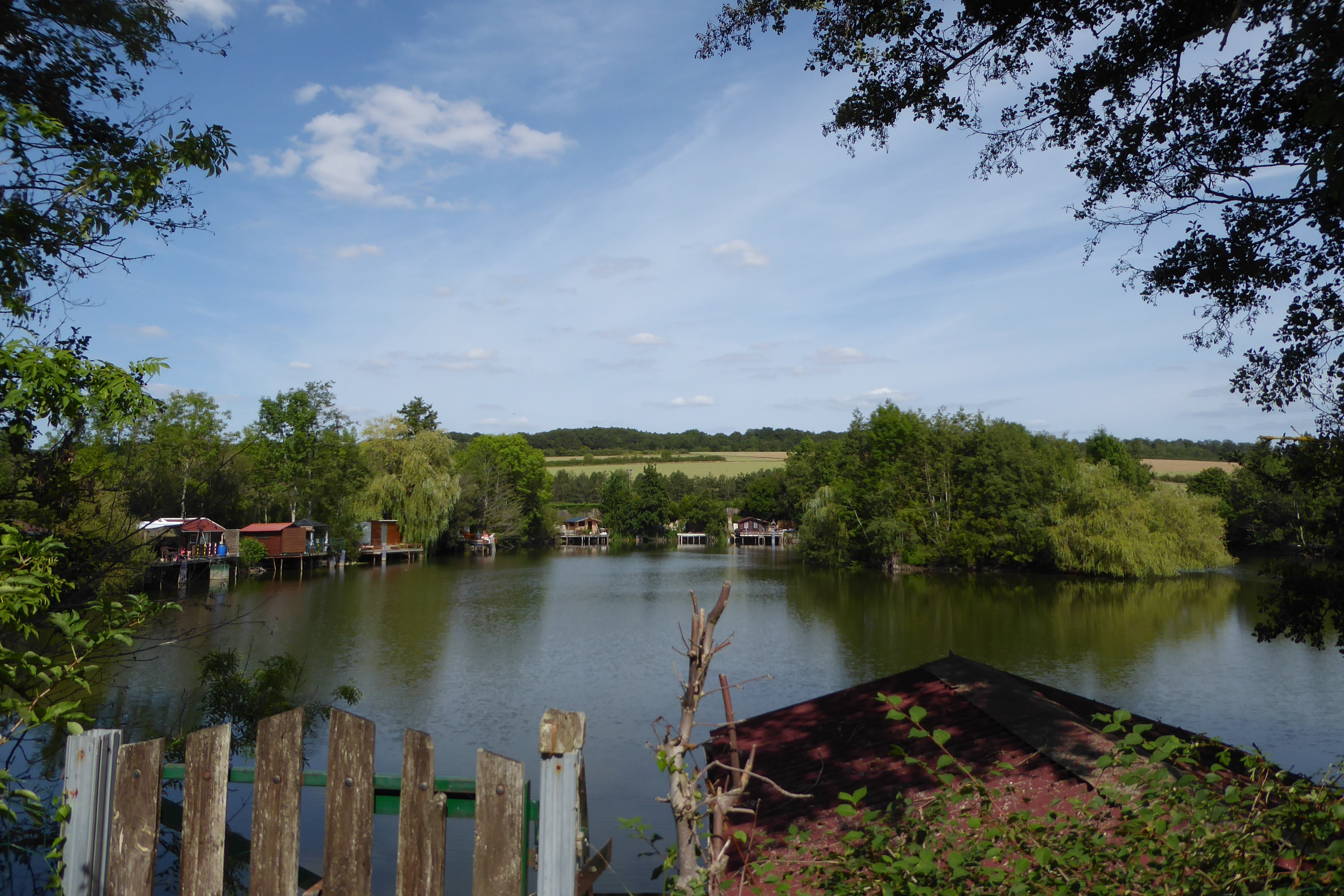
Cabanes de pêcheurs au bord de l'étang.

### Personnalités liées à la commune
- René-Louis Chrétien (1867-1945), peintre français, possédait une maison à Charpont, 6 Ruelle des Arts, entre le début des années 1900 et 1911 ;
- Antoon Kruysen (1898-1977), peintre expressionniste néerlandais, qui résida à Charpont de 1951 à 1955, avant de s’installer à Chartres ;
- Georges Cravenne (1914-2009), publicitaire et producteur de cinéma français.

### Héraldique
| Blason de Charpont | Blason  | D'azur au chevron d'or accompagné de trois étoiles à huit rais du même. |
| Blason de Charpont | Détails | Le statut officiel du blason reste à déterminer.                        |